# Сібьорд-Айленд
Сібьорд-Айленд (англ. Seabird Island) — індіанська резервація в Канаді, у провінції Британська Колумбія, у межах регіонального округу Фрейзер-Велі.

## Населення
За даними перепису 2016 року, індіанська резервація нараховувала 767 осіб, показавши зростання на 29,1%, порівняно з 2011-м роком. Середня густина населення становила 46,3 осіб/км².
З офіційних мов обидвома одночасно не володів жоден з жителів, тільки англійською — 765. Усього 35 осіб вважали рідною мовою не одну з офіційних, з них 25 — одну з корінних мов.
Працездатне населення становило 58,3% усього населення, рівень безробіття — 23,3%.
Середній дохід на особу становив $21 102 (медіана $16 096), при цьому для чоловіків — $20 551, а для жінок $21 650 (медіани — $13 472 та $17 173 відповідно).
20,2% мешканців мали закінчену шкільну освіту, не мали закінченої шкільної освіти — 33,7%, 46,2% мали післяшкільну освіту, з яких 8,3% мали диплом бакалавра, або вищий.
| Статево-вікова структура населення | Статево-вікова структура населення | Статево-вікова структура населення | Статево-вікова структура населення | Статево-вікова структура населення |
| ---------------------------------- | ---------------------------------- | ---------------------------------- | ---------------------------------- | ---------------------------------- |
|                                    |                                    |                                    |                                    |                                    |
| Всього                             | Всього                             | 49,7%50,3%                         |                                    |                                    |
| 0 — 14 років                       | 0 — 14 років                       |                                    | 32%                                | 32%                                |
| 15 — 64 років                      | 15 — 64 років                      |                                    | 60,8%                              | 60,8%                              |
| 65 і більше                        | 65 і більше                        |                                    | 7,2%                               | 7,2%                               |
| Середній вік (років)               | Середній вік (років)               | 29,230,1                           | 29,6                               | 29,6                               |
| Медіана (років)                    | Медіана (років)                    | 25,426,8                           | 25,8                               | 25,8                               |
| — чоловіки — жінки                 |                                    |                                    |                                    |                                    |

| Походження мешканців:     | Походження мешканців:     | Походження мешканців: | Походження мешканців: | Походження мешканців: |
| ------------------------- | ------------------------- | --------------------- | --------------------- | --------------------- |
| Походження                |                           |                       | осіб                  | %                     |
| Корінні американці        | Корінні американці        |                       | 720                   | 93.51%                |
| Інше північноамериканське | Інше північноамериканське |                       | 10                    | 1.3%                  |
| Європейське               | Європейське               |                       | 85                    | 11.04%                |
| британське                | британське                |                       | 55                    | 7.14%                 |
| французьке                | французьке                |                       | 10                    | 1.3%                  |
| Азійське                  | Азійське                  |                       | 10                    | 1.3%                  |

## Клімат
Середня річна температура становить 9,7°C, середня максимальна – 20,9°C, а середня мінімальна – -2,9°C. Середня річна кількість опадів – 1 787 мм.
| Клімат поселення                              | Клімат поселення | Клімат поселення | Клімат поселення | Клімат поселення | Клімат поселення | Клімат поселення | Клімат поселення | Клімат поселення | Клімат поселення | Клімат поселення | Клімат поселення | Клімат поселення | Клімат поселення |
| Показник                                      | Січ.             | Лют.             | Бер.             | Квіт.            | Трав.            | Черв.            | Лип.             | Серп.            | Вер.             | Жовт.            | Лист.            | Груд.            |                  |
| Середній максимум, °C                         | 6,40             | 8,55             | 10,93            | 13,64            | 16,85            | 19,55            | 20,07            | 20,85            | 17,79            | 13,48            | 8,59             | 5,37             |                  |
| Середня температура, °C                       | 1,72             | 3,88             | 6,26             | 8,96             | 12,17            | 14,87            | 17,16            | 17,92            | 14,87            | 10,57            | 5,66             | 2,44             |                  |
| Середній мінімум, °C                          | −2,94            | −0,79            | 1,58             | 4,28             | 7,49             | 10,20            | 14,24            | 15,00            | 11,97            | 7,65             | 2,76             | −0,48            |                  |
| Норма опадів, мм                              | 238              | 165              | 160              | 128              | 105              | 90               | 63               | 58               | 94               | 186              | 272              | 228              |                  |
| Середньомісячна швидкість вітру, м/с          | 3.12             | 3.03             | 3.10             | 3.06             | 2.94             | 2.94             | 2.86             | 2.64             | 2.42             | 2.55             | 2.98             | 3.12             |                  |
| Середньомісячна сонячна радіація, кДж/м²·день | 3273             | 6362             | 10157            | 15241            | 18857            | 20339            | 21726            | 18705            | 13381            | 7327             | 3618             | 2583             |                  |
| --------------------------------------------- | ---------------- | ---------------- | ---------------- | ---------------- | ---------------- | ---------------- | ---------------- | ---------------- | ---------------- | ---------------- | ---------------- | ---------------- | ---------------- |
| Джерело:                                      |                  |                  |                  |                  |                  |                  |                  |                  |                  |                  |                  |                  |                  |